# Sulcarius rugicollis
Sulcarius rugicollis là một loài tò vò trong họ Ichneumonidae.